# 李承淑
李承淑（1943年—），女，朝鲜族，中华人民共和国舞蹈演员，吉林省延边朝鲜族自治州歌舞团一级演员，第十一届全国政协委员。

## 生平
2008年，当选第十一届全国政协常务委员，代表少数民族界，分入第四十九组。